# Emilio Milan
Emilio Milan (Caltanissetta, 27 ottobre 1913 – Caltanissetta, 21 luglio 1989) è stato un poeta italiano.

## Biografia
Emilio nacque a Caltanissetta, il padre Attilio Milan era veneto e lavorò a Caltanissetta nella Banca Commerciale Italiana mentre la madre era nissena. Emilio studiò nel locale Liceo classico Ruggero Settimo, Liceo dove successivamente insegnò come professore di Educazione fisica; fu lui a introdurre a Caltanissetta, dall'America, per primo la pallavolo.
Si laurea in Giurisprudenza e poi consegue a Roma il diploma di Educazione fisica.
Fu militare di carriera presso il 225º Reggimento fanteria "Arezzo" di stanza presso il confine greco-albanese; egli partecipò all'invasione italiana dell'Albania e alla successiva campagna italiana di Grecia, meritando la medaglia d’argento al valore militare.

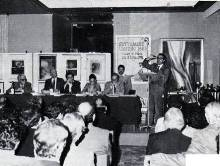
Momento della premiazione del concorso letterario internazionale «Città di Caltanissetta» 1983

Sposò Marika Terpu conosciuta durante la guerra in Albania; Emilio Milan fu insegnante, giornalista e poeta anche in lingua dialettale siciliana.
Ha pubblicato otto sillogi in un decennio a cavallo degli anni Settanta e Ottanta del secolo scorso.
Nel 1978 e nel 1983 gli fu assegnato il premio della cultura della Presidenza del Consiglio dei Ministri.
Fu presidente della locale sezione A. Ferrara dell’Unione Nazionale Veterani dello Sport e soprattutto promotore e organizzatore, per nove anni, del premio nazionale di poesia “Città di Caltanissetta”.
Il suo discorso poetico, secondo lo studioso nisseno Sergio Mangiavillano, si incentra su temi quali: «il malessere dell’uomo contemporaneo, la forte identità siciliana, l’energia e la tensione visionaria che egli sa imprimere alla parola, la capacità di emozionarsi e di indignarsi che sfocia in una risentita denuncia civile, l’ispirazione religiosa sobria, autentica, laica».
Nel 2005 sue poesie sono state recitate in occasione della Festa dell'Unità a Palermo dall'attrice Pamela Villoresi insieme a poesie di Ignazio Buttitta e brani di Leonardo Sciascia.
A lui è intitolato un palazzetto sportivo: il palasport “Emilio Milan” di via Chiarandà a Caltanissetta.

## Opere
Le sue opere di cui alcune in dialetto nisseno:
- Punti cardinali (Club degli Autori, Milano, 1976)
- Omini e petri (Farnese, Piacenza, 1977)
- Quannu la strata cantava (Il Vertice, Palermo, 1981)
- Bianchi fiori d’asfodelo (Farnesiana, Piacenza, 1978),
- Il Sud non ha occhi celesti (Gorlini, Milano, 1981),
- A cosa pensano gli uccelli quando volano? (Borgo degli artisti, Milano, 1983),
- L’altra solitudine (Il Vertice, Palermo, 1985),
- Qual era la domanda? (Vaccaro, Caltanissetta, 1987)